# Soustov
Soustov je malá vesnice, část obce Dlažov v okrese Klatovy v Plzeňském kraji. Nachází se asi dva kilometry severovýchodně od Dlažova. Je zde evidováno 30 adres. V roce 2011 zde trvale žilo 127 obyvatel.
Soustov je také název katastrálního území o rozloze 3,67 km². V katastrálním území Soustov leží i Vráž.

## Historie
První písemná zmínka o vesnici pochází z roku 1379.

## Obyvatelstvo
| Rok            | 1869 | 1880 | 1890 | 1900 | 1910 | 1921 | 1930 | 1950 | 1961 | 1970 | 1980 | 1991 | 2001 | 2011 | 2021 |
| -------------- | ---- | ---- | ---- | ---- | ---- | ---- | ---- | ---- | ---- | ---- | ---- | ---- | ---- | ---- | ---- |
| Počet obyvatel | 249  | 216  | 190  | 185  | 219  | 234  | 211  | 120  | 128  | 105  | 109  | 100  | 90   | 127  | 131  |
| Počet domů     | 31   | 31   | 32   | 30   | 31   | 30   | 31   | 30   | 30   | 25   | 23   | 27   | 26   | 28   | 31   |

## Obecní správa
Při sčítání lidu v letech 1850–1959 Soustov byl samostatnou obcí v okrese Domažlice. Od roku 1960 je částí obce Dlažov v okrese Klatovy. V letech 1850–1959 k obci patřila Vráž.

## Pamětihodnosti
Asi pět set metrů východně od vesnice se nachází vrch Hrádek, kde se dochovaly drobné zbytky hradu Sohostova, který na konci 14. století založil nejspíše Ondřej ze Soustova. Jeho potomkům hrad patřil až do počátku 16. století, kdy přestal být panským sídlem a postupně zpustl.

## Fotogalerie

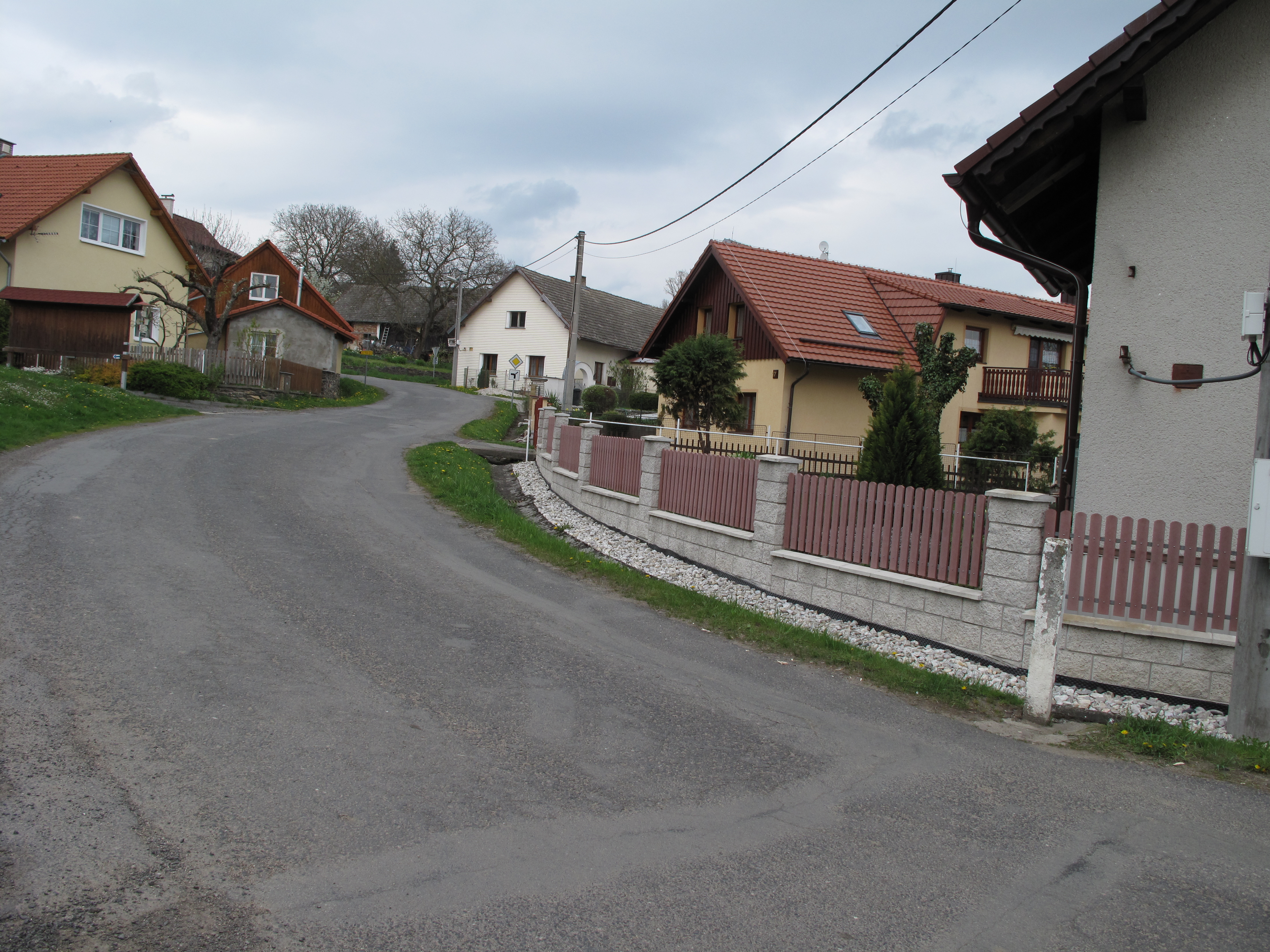
Domy v Soustově
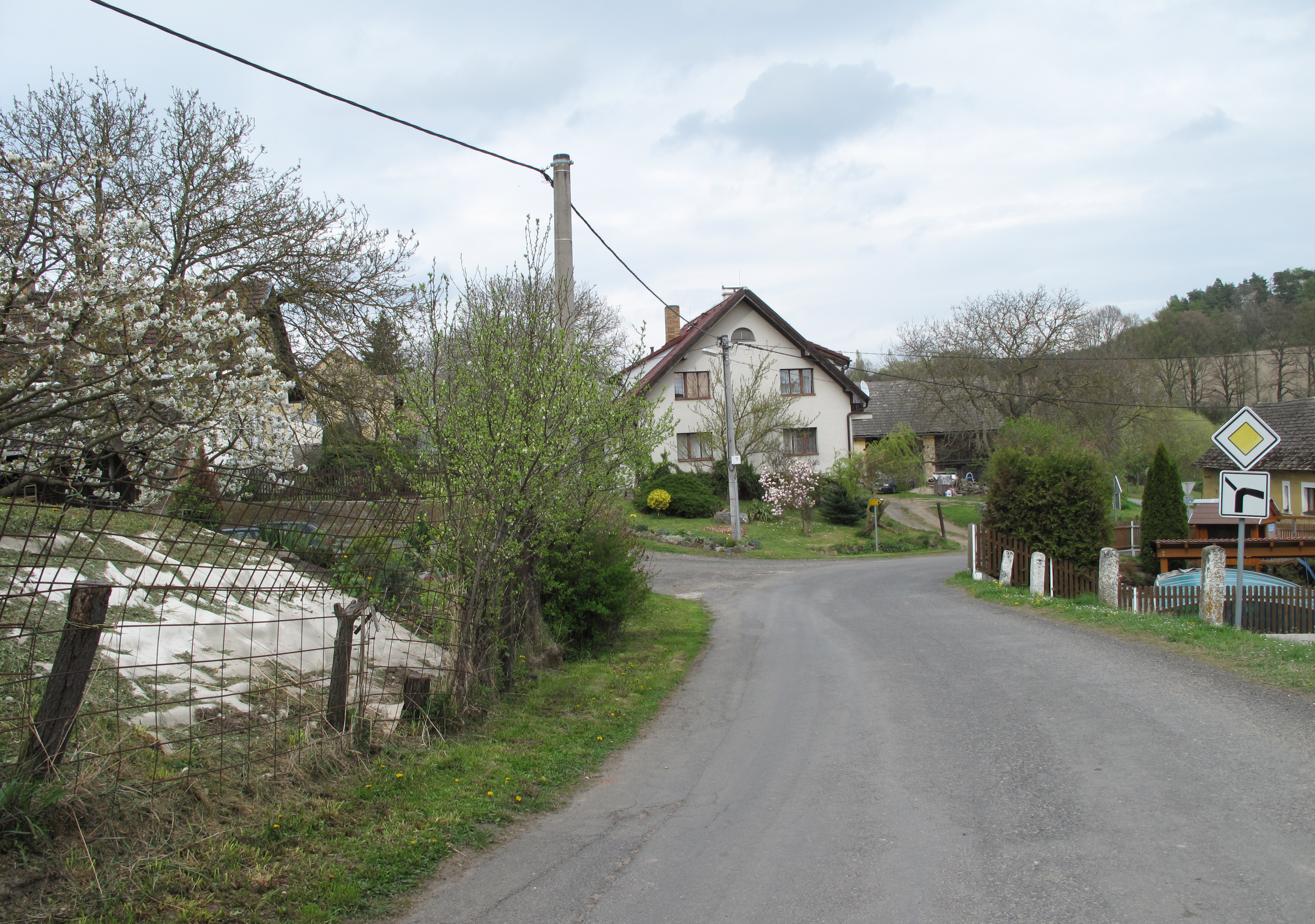
Pohled po hlavní silnici do zatáčky
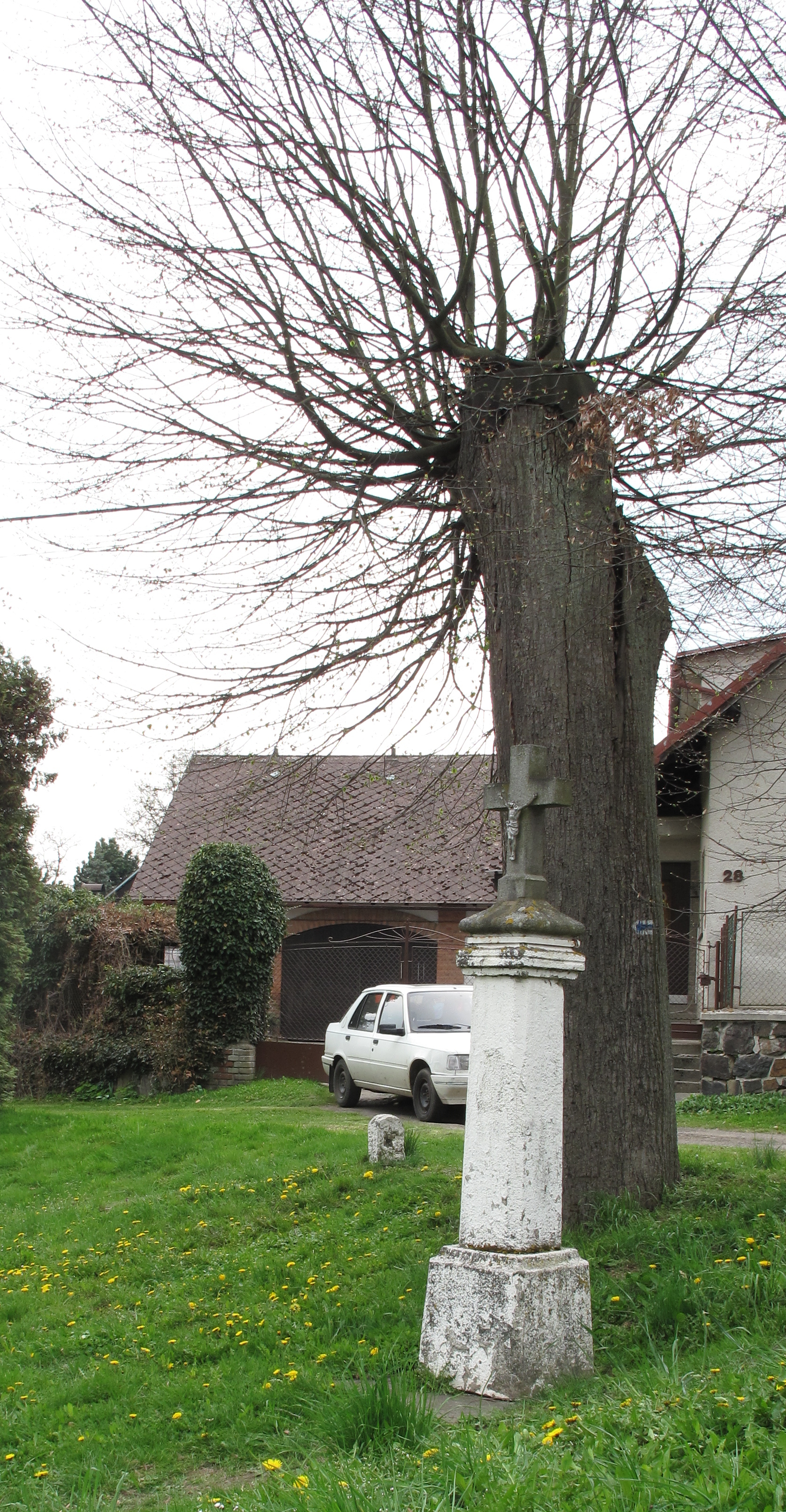
Křížek